# Spectacle of Might Tour 1984
Lo Spectacle of Might Tour è un tour del gruppo musicale heavy metal Manowar effettuato nel 1984.

## Notizie generali
Questo tour intitolato Spectacle of Might ("spettacolo di potenza") è stato pensato per promuovere l'album Hail to England, che ebbe un gran numero di tappe in Inghilterra perché il precedente, che conteneva date inglesi dovettero annullarlo a causa di problemi familiari del manager Esso comunque toccò solo il suolo della Gran Bretagna. Il tour vide inizialmente i Manowar come band d'appoggio ai Mercyful Fate ma, l'entusiasmo dimostrato dal pubblico nei confronti della band, fece sì tuttavia che il tour fosse ripensato in corso d'opera, con il gruppo di DeMaio come headliner.

## Formazione
- Eric Adams - voce
- Joey DeMaio - basso
- Ross the Boss - chitarra
- Scott Columbus - batteria

## Date e tappe
|               |                     |             |                |  |  |  |
| 3 marzo 1984  | St Albans           | Inghilterra | City Hall      |  |  |  |
| 4 marzo 1984  | Bournemouth         | Inghilterra | Winter Gardens |  |  |  |
| 5 marzo 1984  | Bristol             | Inghilterra | Colston Hall   |  |  |  |
| 6 marzo 1984  | Birmingham          | Inghilterra | Odeon          |  |  |  |
| 8 marzo 1984  | Edimburgo           | Scozia      | Playhouse      |  |  |  |
| 9 marzo 1984  | Newcastle upon Tyne | Inghilterra | Mayfair        |  |  |  |
| 10 marzo 1984 | Manchester          | Inghilterra | Appollo        |  |  |  |
| 11 marzo 1984 | Swansea             | Galles      | Brangwyn Hall  |  |  |  |
| 12 marzo 1984 | Hammersmith         | Inghilterra | Odeon          |  |  |  |
| 13 marzo 1984 | Middlesbrough       | Inghilterra | Town Hall      |  |  |  |
| 14 marzo 1984 | Nottingham          | Inghilterra | Rock City      |  |  |  |